# 't Lage van de Weg
 't Lage van de Weg (en groningois :  't Leege) est un village de la commune néerlandaise de Het Hogeland, situé dans la province de Groningue, à l'ouest d'Uithuizen.

## Histoire
Le village est né au XIXe siècle avec la construction de maisons en contrebas d'une levée de terre datant du XIVe siècle, d'où le nom du village. Il fait partie de la commune d'Eemsmond avant le 1er janvier 2019, quand celle-ci est rattachée à la nouvelle commune de Het Hogeland.